# Heggekoppa, Siddapur
Heggekoppa là một làng thuộc tehsil Siddapur, huyện Uttar Kannad, bang Karnataka, Ấn Độ.